# Drapelul statului Malawi
Drapelul statului Malawi a fost adoptat oficial la 6 iulie 1964, când colonia Nyasaland a devenit independentă de sub dominația britanică și s-a redenumit Malawi.

## Design
Primul steag al statului independent Malawi a fost adoptat la 6 iulie 1964. Un soare răsare este prezentat pe banda negru și pe stema statului Malawi, iar pe steag reprezintă în mod oficial zorii speranței și a libertății pentru continentul african (când a fost creat steagul, mai multe țări din Africa își câștigau independența față de dominația europeană). Cele 31 de raze ale soarelui reprezintă faptul că Malawi a fost a 31-a națiune africană la momentul independenței sale. Negrul reprezintă populația indigenă a continentului, roșul simbolizează sângele luptei lor, iar verdele reprezintă natura. Steagul seamănă cu steagul panafrican conceput de Asociația Universală pentru Îmbunătățirea Vieții Negrilor a lui Marcus Garvey, benzile roșii și negre fiind inversate, soarele fiind adăugat pe banda de sus.
De asemenea, seamănă cu steagul defunctei Republici Biafra și cu steagul național al Afganistanului, folosit între 1973 și 1992.

## 2010-2012
Un nou drapel al statului Malawi a fost adoptat la 29 iulie 2010, la propunerea guvernului condus de Partidul Democrat Progresist. Benzile au fost modificate față de steagul anterior pentru a se potrivi cu aspectul original al steagului panafrican, cu dunga roșie în partea de sus, dunga neagră în mijloc și dunga verde în partea de jos. Soarele aflat la răsărit din vârful steagului a fost înlocuit cu un soare alb, centrat, cu 45 de raze, reprezentând „progresul economic” pe care Malawi l-a făcut de când a devenit independentă (de fapt, a fost unul dintre progresele cele mai mici din lume după 1990). Frontul Democrat Unit, aflat în opoziție, a anunțat că va contesta în instanță legitimitatea schimbării steagului. Steagul a fost aprobat de președintele statului Malawi, Bingu wa Mutharika, care a aprobat schimbarea steagului la 29 iulie 2010. A existat o mare revoltă publică cu privire la necesitatea schimbării steagului, dar procesul a continuat în ciuda faptului că a fost nedorit de o mare parte a publicului. Steagul a fost poreclit peiorativ „steagul lui Bingu” de către majoritatea națiunii, care îl vedea ca pe un steag ilegitim. Mulți s-au opus noului steag, percepând adoptarea acestuia ca fiind nedemocratică.
La 28 mai 2012, sub conducerea noului președinte Joyce Banda, Parlamentul a votat revenirea la steagul independenței.